# Lauren Tamayo
Lauren Tamayo (antigamente Lauren Franges, nascida em 26 de outubro de 1983, em Barto) é uma ciclista profissional estadunidense. Tamayo competiu nos Jogos Pan-Americanos de 2015.